# Unité 1855
L'unité 1855 est une unité militaire d'expérimentation humaine appartenant au service de prévention des épidémies et de purification de l'eau de l'armée régionale japonaise de Chine du Nord, stationnée à Pékin entre 1938 et 1945.
L'unité 1855 est créée par l'armée régionale japonaise de Chine du Nord en 1938 et compte environ 2000 hommes. Elle est implantée non loin du temple du ciel, un complexe religieux située dans la partie sud de la ville de Pékin. Le commandant de l'unité est le colonel Nishimura Yeni, placé lui même sous les ordres de Shirō Ishii, le commandant de l'unité 731.
Selon le témoignage du Coréen Choi Hyung Shi, qui a travaillé comme interprète pour l'unité 1855 entre 1942 et 1943, l'unité a pour but de merner des expériences sur la peste, le choléra et le typhus sur des civils chinois et coréens :

« Quand je suis arrivé là-bas, une centaine de prisonniers se trouvaient déjà dans les cellules. Chaque fois que les médecins japonais prenaient contact avec les personnes testées, ils le faisait toujours par l'intermédiaire d'un interprète. Les sujets testés étaient infectés par la peste, le choléra ou encore le typhus. Ceux qui n'étaient pas encore infectés étaient gardés dans des pièces différentes. Il y avait de grands miroirs dans les pièces avec les sujets afin que ceux qui subissaient les tests puissent être mieux observés. Je parlais avec les prisonniers à l'aide d'un microphone, je traduisais les questions des médecins : « Avez-vous la diarrhée ? Avez-vous mal à la tête? Avez-vous froid ?" Les médecins consignaient soigneusement toutes les réponses. Avec le test du typhus, dix personnes ont été forcées de boire un mélange de germes et cinq ont reçu le vaccin. Les deux groupes étaient séparés l'un de l'autre. Le vaccin s'est avéré efficace auprès des cinq personnes à qui il a été administré. Les cinq autres ont horriblement souffert. Lors des tests de peste, les prisonniers souffraient de frissons et de fièvre, et gémissaient de douleur... jusqu'à leur mort. D'après ce que j'ai vu, une personne était tuée chaque jour. »

Le commandant de l'unité 1855 s'est un jour vanté d'avoir suffisamment de germes de choléra dans ses laboratoires pour éradiquer l'entièreté de la population mondiale.
Des chiens ont également été utilisé par cette unité comme vecteur de transmission du choléra.
On estime qu'au moins 300 personnes ont été tuées par cette unité entre 1938 et 1945.